# Fru Marianne
Fru Marianne (1887) är Victoria Benedictssons andra roman, skriven under pseudonymen Ernst Ahlgren. Likt hennes första roman Pengar skildrar boken ett olyckligt äktenskap. Till skillnad från Pengar handlar Fru Marianne snarare om att finna trygghet i det mindre passionerade men stabilare äktenskapet hon redan är en del av, än att söka sig till en annan älskare.
Romanen spelades in som TV-serie 2001, med Cecilia Frode och Per Morberg i huvudrollerna.

## Handling
Romanen skildrar äktenskapet mellan stadsflickan Marianne Björk och lantbrukaren Börje Olsson på den skånska landsbygden. Likt Emma i Flauberts Madame Bovary har Marianne förläst sig på romantiska böcker, och äktenskapet med Börje blir därför inte som hon tänkt. Hon har även svårt att relatera till Börje på grund av deras olika bakgrund.
Längtande efter estetiska upplevelser förälskar Marianne sig i Börjes barndomsvän Pål som besöker makarna. Deras förbindelse upphör när Marianne upptäcker att hon väntar Börjes barn, vilket leder till att hon omvärderar sina val. Hon sätter till slut äktenskapet först, medan Pål tvingas resa bort. Mariannes bekännelse om relationen till Pål leder till en äktenskapskris, men makarna återförenas i kamratskap och ömsesidig respekt när Marianne finner sig i att vara en arbetsam hustru och god mor.

## Mottagande
Romanen konfronterade och komplicerade på flera sätt den diskussion om äktenskap kontra ”fri kärlek” som dominerade tidens diskussion. Den fick överlag positiva recensioner. Med bland annat Fru Marianne i åtanke fick Benedictsson 1888 ett stipendium från Svenska Akademien på 500 kr, och hon blev därmed den fjärde författarinnan som erhöll detta.
Flera av Benedictssons tidigare beundrare såg däremot romanen som konservativ. Den för henne viktigaste smakdomaren, Georg Brandes, karaktäriserade den i ett brev till henne som ”i altfor høj Grad en Dame-Roman”. Hans bror Edvard Brandes skrev även en mycket nedlåtande recension i danska tidningen Politiken , och bröderna fann boken reaktionär, det vill säga att den stred mot deras egna ideer om fri kärlek. I sin dagbok skrev Benedictsson därmed att hon "Fick dödsdomen över mitt författarskap, kanske över mig själv".
Året därefter begick hon självmord. Medan Georg Brandes åsikt om hennes bok vägde tyngst var den obesvarade kärleken till honom generellt en viktig anledning till hennes död.